# Kanton Quiberon
Kanton Quiberon (francouzsky Canton de Quiberon) je francouzský kanton v departementu Morbihan v regionu Bretaň. Tvoří ho sedm obcí.

## Obce kantonu
- Carnac
- Hœdic
- Île-d'Houat
- Plouharnel
- Quiberon
- Saint-Pierre-Quiberon
- La Trinité-sur-Mer